# Devil's Canyon (1953)
Devil's Canyon is een Amerikaanse western uit 1953 onder regie van Alfred L. Werker. Destijds werd de film in Nederland uitgebracht onder de titel Duivelsvallei.

## Verhaal
De wetsdienaar Billy Reynolds komt in de gevangenis terecht na een dubbele moord. Hij komt er in aanraking met Jessie Gorman, de broer van zijn slachtoffers. Jessie wil wraak nemen op Billy voor de moord op zijn broers. Abby Nixon, de vriendin van Jessie, werkt op de ziekenboeg van de gevangenis en wordt verliefd op Billy.

## Rolverdeling
| Acteur           | Personage           |
| ---------------- | ------------------- |
| Virginia Mayo    | Abby Nixon          |
| Dale Robertson   | Billy Reynolds      |
| Stephen McNally  | Jessie Gorman       |
| Arthur Hunnicutt | Frank Taggert       |
| Robert Keith     | Steve Morgan        |
| Jay C. Flippen   | Kapitein Jack Wells |
| George J. Lewis  | Kolonel Jorge Gomez |
| Whit Bissell     | Virgil Gates        |
| Morris Ankrum    | Sheriff             |
| James Bell       | Dr. Betts           |
| William Phillips | Red                 |
| Earl Holliman    | Joe                 |
| Irving Bacon     | Oude bewaker        |